# Tower Division
Die Tower Division war eine Liberty und eine der fünf divisions der Hundred von Ossulstone der damaligen Grafschaft Middlesex. Dieses Hundred lag in unmittelbarer Nachbarschaft zur City of London und wurde im 17. Jahrhundert in Divisions unterteilt, die unter anderen für die Umsetzung des Armengesetzes und die Friedensgerichte zuständig waren. Ursprünglich war die Tower Division ein ländliches Gebiet und wurde daher auch Tower Hamlets (die Weiler des Towers) genannt. Im 19. Jahrhundert entwickelte sich hier das East End von London. Die Bewohner waren direkte Untertanen des Konstablers des Towers. Die Liberty existierte vom frühen 18. Jahrhundert bis 1889. Sie war etwa 30 km² groß und hatte im Jahr 1881 über eine Million Einwohner. 
Ab 1832 bildete die Tower Division einen eigenen Wahlkreis für die Unterhauswahlen. Dieser hieß Tower Hamlets und stellte zwei Abgeordnete. Im Jahr 1889 ging die Tower Division im County of London auf. Der London Borough of Tower Hamlets ist seit 1965 nach der Liberty benannt.
1829 gehörten folgende Weiler (hamlets), (Pfarr-)Gemeinden (parishes) und liberties zur Tower Division:
- Stepney (Pfarrei St Dustan)
  - Mile End Old Town (hamlet)
  - Mile End New Town (hamlet)
  - Ratcliff (hamlet)
- Whitechapel (Pfarrei St Mary)
- Spitalfields (Pfarrei Christ Church)
- Bethnal Green (London) (Pfarrei St Matthew)
- Poplar (Pfarrei All Saints)
- Limehouse (Pfarrei St Anne)
- Shadwell (Pfarrei St Paul)
- Wapping (Pfarrei St John)
- Hackney (Pfarrei St John)
- Stratford Bow (Pfarrei St Mary)
- Shoreditch (Pfarrei St Leonhard)
- Norton Folgate (liberty)
- Bromley (Pfarrei St Leonard)
- East Smithfield (liberty)
- Precinct of St Katharine (liberty)
- Tower Liberties
  - Old Artillery Ground (liberty)
  - Minories (Pfarrei Holy Trinity)
  - Old Tower precinct (liberty)
  - precinct of The Tower Within (liberty)
  - precinct of the Well Close (liberty)